# Dagoberto Godoy
Dagoberto Godoy Fuentealba (Temuco, 22 luglio 1893 – Santiago del Cile, 8 settembre 1960) è stato un militare e aviatore cileno, il primo a sorvolare la cordigliera della Ande con un aeroplano.

## Biografia
Godoy nacque a Temuco, da Abraham Godoy e Clotilde Fuentealba. Rimasto orfano all'età di due anni venne cresciuto dalle zie Petronila e Tránsito Fuentealba.
Nel 1910 entrò nella scuola militare del Libertador Bernardo O'Higgins, trasferendosi a Santiago, venendo destinato ad un posto nel Batallón de Ferrocarrileros (Battaglione ferroviario) degli ingegneri dell'esercito. Nel 1915 chiese di essere trasferito al reparto di Aviazione Militare del Cile, dove trascorse un anno alla Scuola di Aeronautica Militare, prima della laurea, venendo promosso a tenente il 12 febbraio 1916. Partecipò inoltre a numerosi concorsi internazionali nel 1916, vincendo il Premio Presidente della Repubblica nella prova di atterraggio a motore spento e arrivando secondo in una gara che si svolse a Buenos Aires.
A metà del 1918 il Cile ricevette dalla Gran Bretagna dodici monoplani Bristol M.1c equipaggiati con motori rotativi Le Rhône. Con gli aerei arrivò in Cile anche Victor Huston, un asso della Royal Air Force, con lo scopo di assistere alla formazione dei piloti cileni. Nel dicembre di quell'anno, incoraggiato da Huston, Godoy ottenne il permesso del suo superiore, il colonnello Pedro Dartnell, di tentare l'attraversamento delle Ande, approfittando delle migliori prestazioni dei Bristol rispetto agli aerei dell'aviazione cilena.
La mattina del 12 dicembre 1918, Godoy decollò dal campo dell'aviazione di El Bosque, volò nei pressi del Tupungato, attraversando i passi del Cristo Redentor e della Cumbre, passando vicino alla vetta dell'Aconcagua, prima di atterrare in un campo a Lagunitas, vicino a Mendoza, in Argentina. L'atterraggio, causa anche il forte vento, risultò piuttosto problematico, in quanto Godoy si schiantò contro una recinzione danneggiando carrello, elica e un'ala; sbatté la testa e rimase leggermente ferito, ma scese dall'aereo senza aiuti.
Il volo era durato circa 90 minuti, ad una velocità di 180-190 chilometri all'ora e un'altitudine massima di 6 300 metri, a bordo di un aereo a cielo aperto senza riscaldamento e ossigeno, rischiando il congelamento in quanto alla massima altezza raggiunta la temperatura era di circa 15-20 gradi sotto lo zero.
Dopo 5 giorni Godoy tornò in Cile acclamato da 200 000 persone che accompagnarono l'auto sulla quale viaggiava, in un corteo organizzato dal sindaco di Santiago. La sua impresa incoraggiò altri aviatori che poco tempo dopo tentarono di superarlo: il tenente Armando Cortinez Mújica, su un altro Bristol, riuscì a sorvolare le Ande il 5 aprile 1919, in un volo di andata e ritorno tra Cile e Argentina, mentre nello stesso anno il sergente Jose del Carmen Ojeda stabilì il primo record di altitudine sudamericano, arrivando a 7 188 metri di altezza.
Lasciò l'esercito il 15 luglio 1924; l'anno successivo si sposò con Ernestina Lisbona Uribe, che successivamente gli darà sei figli. Nel 1930 venne creata la Fuerza Aérea de Chile, come ramo indipendente delle forze armate cilene e nel 1936 a Godoy fu assegnato il rango onorario di Capitán de Bandada. Nel 1952 venne promosso al rango onorario di Comandante di Gruppo e nel 1957 a quello di Generale de Brigada Aérea.
Chiamato in patria il "Condor delle Ande", a lui venne dedicata la piazza principale di Temuco, sua città natale, mentre il giorno delle Forze aeree cilene, creato nel 1940, è il 12 dicembre, il giorno dell'impresa di Godoy.
Morì a Santiago del Cile l'8 settembre 1960.